# Atlascopcosaurus
Atlascopcosaurus loadsi
Genre
Espèce

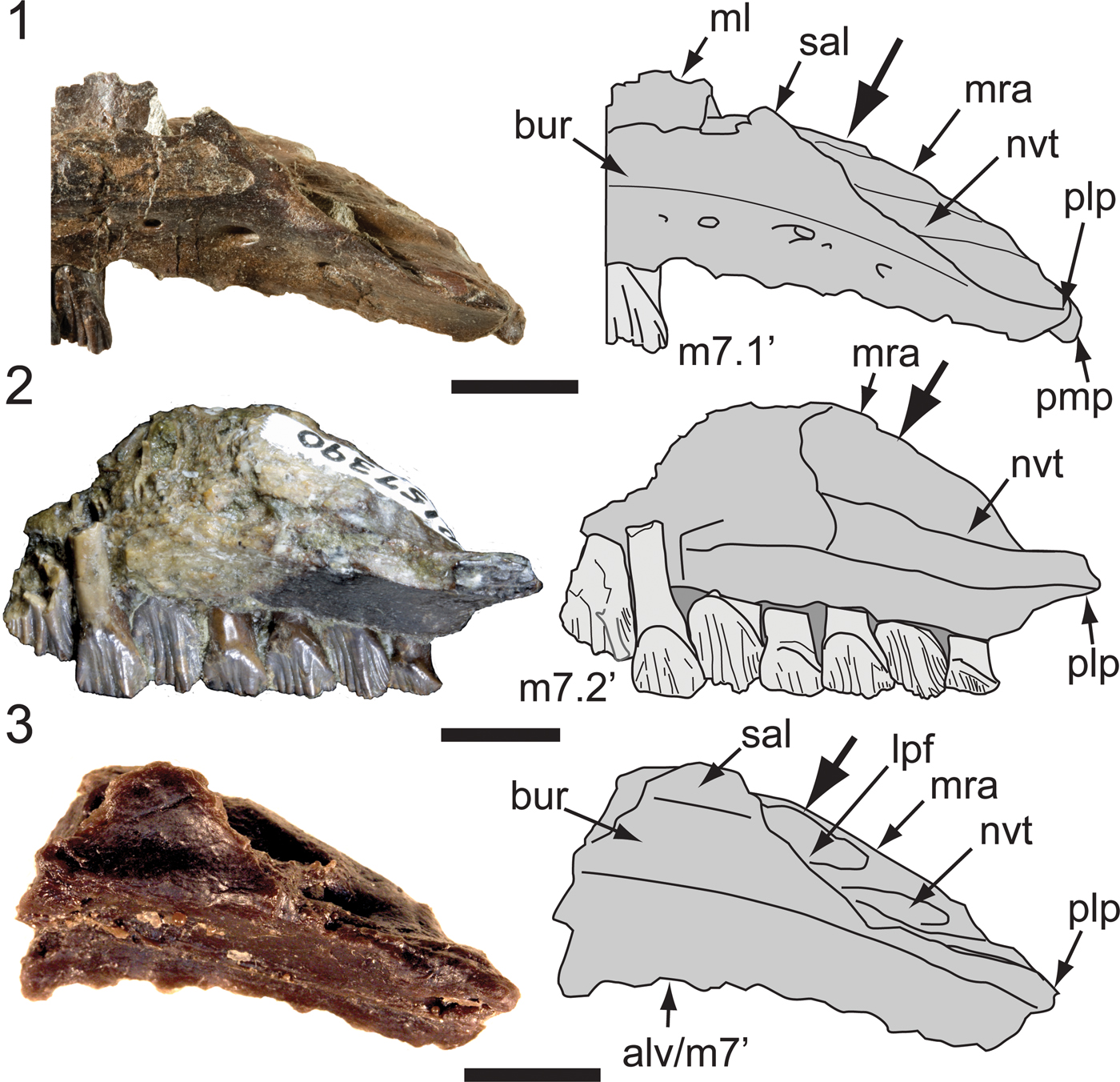
Atlascopcosaurus maxillae (2 et 3) comparé à celui de Galleonosaurus.

Atlascopcosaurus Rich et Vickers-Rich 1989, ou Lézard de l'Atlas Copco est un genre éteint de dinosaures herbivores appartenant à l'ordre des ornithischiens, au sous-ordre des ornithopodes et à la famille des hypsilophodontidés. Il a vécu en Australie vers la fin du Crétacé inférieur entre la fin de l'Aptien et le début de l'Albien il y a environ 115 Ma (millions d'années). Son nom rappelle que l'expédition qui l'a découvert en 1984 a été parrainée par la société Atlas Copco.
Une seule espèce est rattachée au genre : Atlascopcosaurus loadsi, décrite par Thomas H. Rich et Patricia Vickers-Rich en 1989.

## Découverte
Ses fossiles n'ont été retrouvés que sur le site de Dinosaur Cove, dans le sud-ouest de l'Australie. 

## Description
Sa taille est très approximative dans la mesure où aucun chercheur n'a pu la définir véritablement en raison du peu d'ossements retrouvés (un fragment de mâchoire), mais l'on estime tout de même cette taille à 2 à 3 mètres de longueur et environ 1,50 mètre de hauteur.
Le seul fossile connu correspond à un morceau de sa mâchoire ; les paléontologues ne connaissent donc pas grand-chose de lui, si ce n'est qu'il possédait un bec étroit et recourbé, suffisamment acéré pour couper les plantes dont il se nourrissait, qu'il était sans doute un dinosaure assez rare et que son anatomie devait probablement ressembler à celle du genre proche : Hypsilophodon.

## Paléobiologie
Il vivait dans un environnement sous climat frais et humide. Des études paléomagnétiques de la formation géologique d'Eumeralla (groupe d'Otway) dans laquelle il a été découvert, indiquent en effet que le sud de l'État de Victoria était situé à une latitude élevée, entre 70 et 85° sud.
Ses prédateurs étaient Allosaurus et Megalosaurus, dont il se protégeait tout d'abord grâce à sa vue perçante et son ouïe fine et, en cas d'attaque, par la fuite. En effet, avec un squelette léger, des membres aux muscles puissants et des pieds étroits, il était tout à fait adapté à la course.